# Greg Massialas
Gregory David Demetrius Massialas (Candia, 20 maggio 1956) è un ex schermidore e maestro di scherma statunitense.

## Biografia
Già riserva alle Olimpiadi di Montreal del 1976, avrebbe dovuto debuttare alle Olimpiadi di Mosca del 1980, ma non poté farlo per via del boicottaggio deciso dal governo americano. Anni dopo, fu uno dei 461 atleti che ricevette la Medaglia d'oro del Congresso a parziale risarcimento dell'occasione perduta.
Ha poi partecipato ai Giochi della XXIII Olimpiade di Los Angeles nel 1984 ed ai Giochi della XXIV Olimpiade di Seul nel 1988.
È il fondatore ed allenatore capo della Massialas Foundation (MTEAM), un circolo schermistico di San Francisco. Dal 2012 è il commissario tecnico della nazionale statunitense di fioretto, che oltre a tanti atleti del suo club comprende anche suo figlio Alexander. Ha portato la nazionale in cima al ranking mondiale, vincendo fra l'altro l'oro a squadre di fioretto femminile al Campionato mondiale di scherma 2018.
Anche sua figlia Sabrina è una fiorettista di alto livello.

## Palmarès
Come atleta ha conseguito i seguenti risultati:
- Giochi Panamericani:

San Juan 1979: argento nel fioretto a squadre.
Caracas 1983: argento nel fioretto a squadre e bronzo individuale.
Indianapolis 1987: bronzo nel fioretto a squadre.
Come commissario tecnico della nazionale ha conseguito i seguenti risultati:
- Giochi Olimpici:

Olimpiadi del 2016: argento individuale per Alexander Massialas, bronzo nel fioretto maschile a squadre.
- Campionati mondiali:

Campionato mondiale di scherma 2013: oro individuale per Miles Chamley-Watson, argento nel fioretto maschile a squadre.
Campionato mondiale di scherma 2015: argento individuale per Alexander Massialas, bronzo per Gerek Meinhardt e Nzingha Prescod.
Campionato mondiale di scherma 2017: argento nel fioretto maschile ed in quello femminile a squadre.
Campionato mondiale di scherma 2018: oro nel fioretto femminile ed argento in quello maschile.